# Лоранс Бургіньон
Лоранс Бургіньон — бельгійська письменниця дитячої літератури. 

## Життя і творчість
Лоранс Бургиньон родом з Бельгії, міста Юї, розташованому на березі річки Маас. Вона одружена з художником-скульптором, і живе з ним і трьома котами в затишному будиночку в полях. Лоранс вчилася на факультеті французької літератури в Льєзькому університеті і більше 10 років працювала в книжковому магазині для дітей і складала новели для різних дитячих видавництв Бельгії. З 1992 працює у видавництві Міджад (Mijade). Вона написала безліч книг, перекладених кількома мовами світуː
- Le bal des trois petits cochons (2008)
- L'os magnifique (2008)
- Les souliers de Saint Nicolas (2009)
- Le coeur dans la poche (2010)
- Le Noel de Lila (2016)
- Belfégor et l'orage
- La mer selon lila
- Vieil elephant

## Переклади українською
У 2016 році арт-видавництво Nebo BookLab Publishing презентувало книгу Бургиньон "Різдво Лілі"  з ілюстраціями Андрія Арінушкіна та перекладом О. Бережного.
Книга вийшла українською мовою для дітей віком від 3 років. Книга розповідає про зимові пригоди кошеня Лілі біля ковзанки. Її батько — митець, який малює портрети за гроші, а вона — невгамовна маленька дівчина, яка бажає бавитися і насолоджуватися зимовими канікулами.
Анотація книгиː
Різдво наближається. Лілі мріє піти на ковзанку. "Ще кілька портретів і ми зможемо покататися",  — обіцяє Батько-кіт. Можливо Лілі допоможе своєму татові?
У 2017 році арт-видавництво Nebo BookLab Publishing презентувало наступну книгу Бургиньон "Лілі та море"  як продовження серії з Лілі та її батьком. Ілюстрації Андрія Арінушкіна та переклад О. Бережного. Книга вийшла українською мовою для дітей віком від 3 років і розповідає про те, чому іноді так кортить побачити море, яке бачив тільки на картинах. 

Анотація книгиː
Лілі давно мріє про море. Вона роздивляється чудову картину. Це Батько-кіт намалював для неї море з величезними хвилями. Але море у мріях Лілі не таке... Ось якби вони вирушили назустріч морю, про яке мріє Лілі!
Цього дня сніданок затримується.
І у той час, коли Батько-кіт порається на кухні, кішечка Лілі мрійливо дивиться у вікно.
Вона рахує дахи будинків, потім вона рахує димарі.
Після — лише ті, з яких іде дим.
А ще пташок, що присіли на ці теплі димарі…